# Anolis concolor
Anolis concolor (сан-андреський аноліс) — вид ігуаноподібних ящірок родини анолісових (Dactyloidae). Ендемік Колумбії.

## Поширення і екологія
Сан-андреські аноліси є ендеміками острова Сан-Андрес, розташованого у південно-західній частині Карибського моря. Вони живуть на стовбурах бананів і пальм, а також серед опалого пальмового листя.